# Chrysocale opulenta
Chrysocale opulenta là một loài bướm đêm thuộc phân họ Arctiinae, họ Erebidae.